# Influenze islamiche nell'arte occidentale

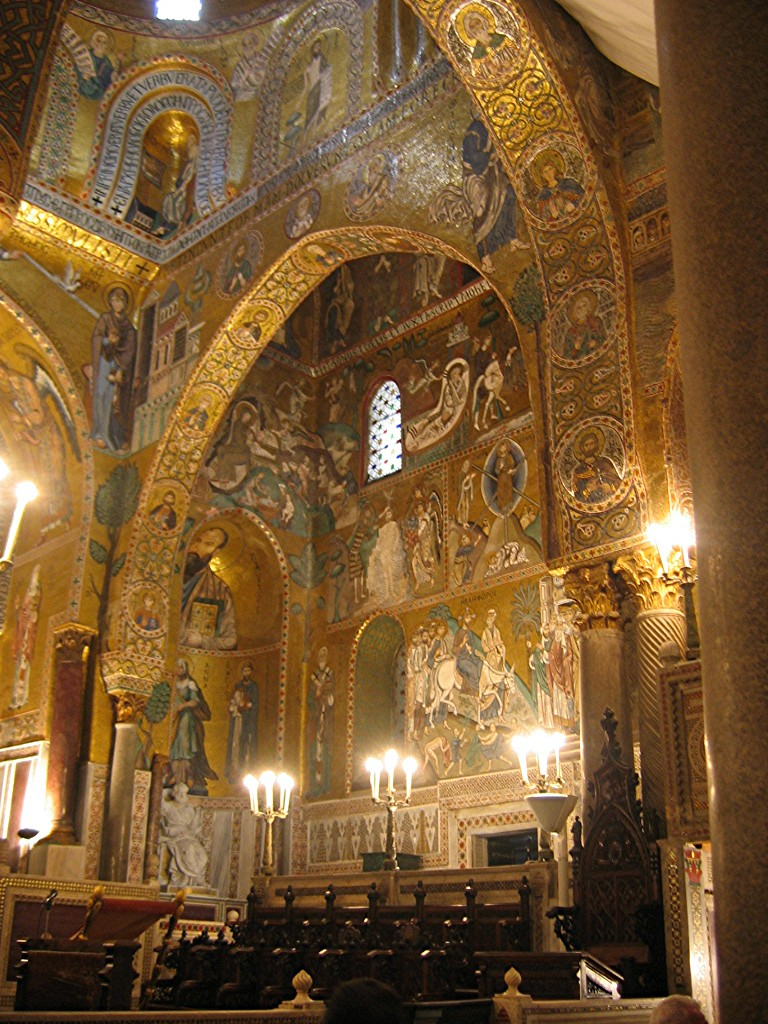
Archi appuntiti islamici e mosaici bizantini si completano a vicenda all'interno della Cappella Palatina, di Palermo.

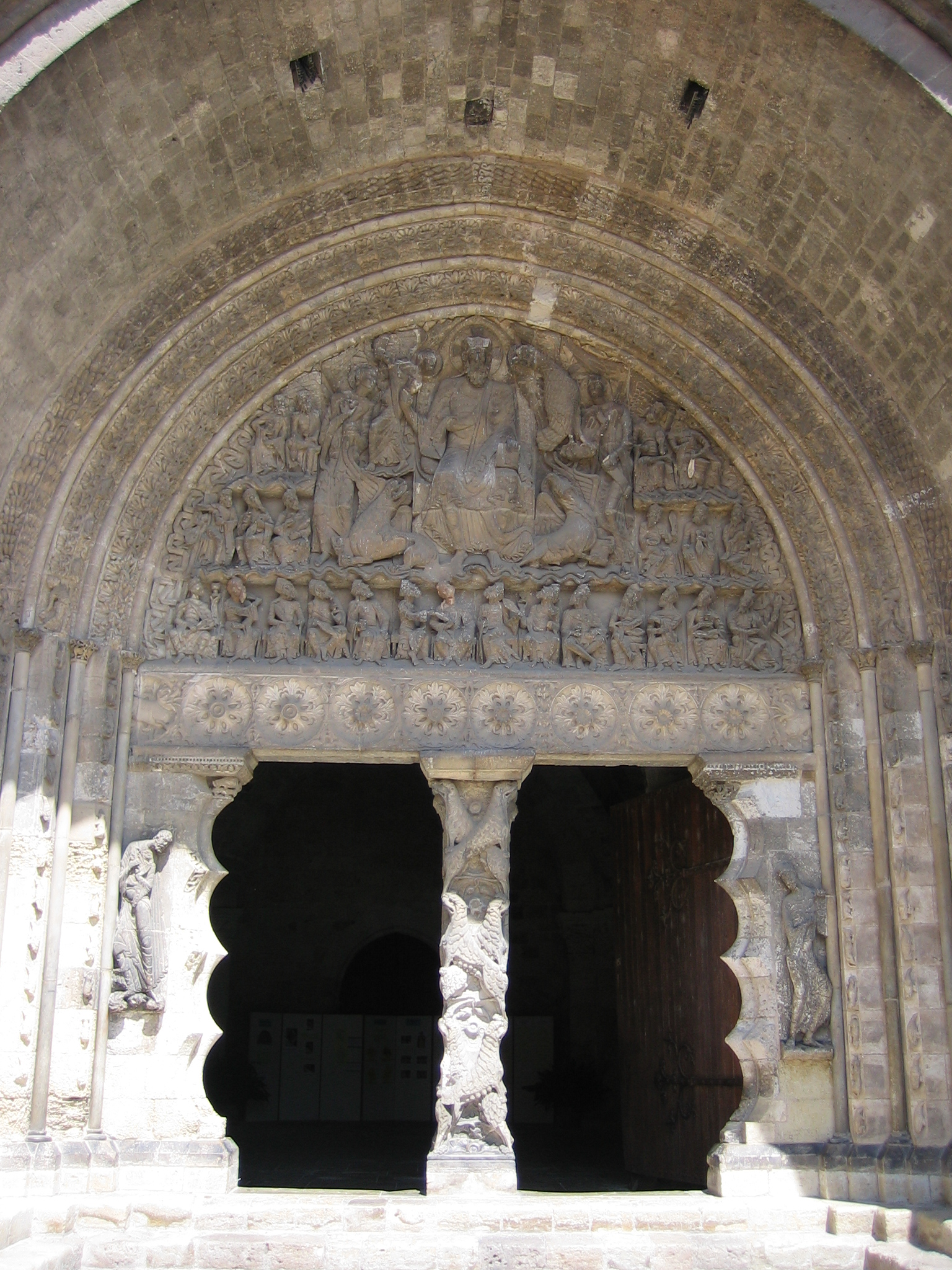
Il portale romanico di Moissac — vedi testo.

Per influenze islamiche nell'arte occidentale si intende il travaso di alcuni elementi dell'arte islamica nell'arte cristiana tra l'VIII e il XIX secolo. Durante questo periodo, la frontiera tra la cristianità e il mondo islamico era molto fluida, a seguito di scambi di popolazioni e di conseguenti pratiche e tecniche artistiche. Inoltre, le due civiltà intrattenevano relazioni regolari attraverso la diplomazia e il commercio facilitando gli scambi culturali. L'arte islamica copriva una vasta gamma di media, tra cui calligrafia, manoscritti miniati, tessuti, ceramiche, oggetti in metallo e vetro, e si riferiva all'arte dei paesi musulmani nel Vicino Oriente, nella Spagna islamica e nell'Africa settentrionale, anche se non sempre praticata da artisti o artigiani musulmani. la produzione del vetro islamico, ad esempio, rimase una specialità ebraica durante tutto il periodo e l'arte cristiana, come quella copta, in Egitto, continuò a mantenere alcuni contatti con l'Europa.
Le arti decorative islamiche vennero importate in Europa durante il Medioevo, anche se, in gran parte, gli oggetti sopravvissuti sono quelli che erano in possesso della chiesa. All'inizio i tessuti erano particolarmente importanti, usati per abiti liturgici, sudari, tendaggi e abiti per l'élite. Le ceramiche islamiche di qualità erano ancora preferite agli articoli europei. Poiché la decorazione era prevalentemente ornamentale, con piccole scene di caccia e simili, e le iscrizioni non venivano comprese, non offendevano la sensibilità cristiana.
Nei primi secoli dell'Islam i punti di contatto più importanti tra l'Occidente latino e il mondo islamico, dal punto di vista artistico, erano l'Italia meridionale, la Sicilia e la penisola iberica, che detenevano entrambe significative popolazioni musulmane. Successivamente le repubbliche marinare italiane furono importanti nel commercio di opere d'arte. Nelle crociate l'arte islamica sembra aver avuto relativamente poca influenza anche sull'arte dei regni crociati, sebbene possa aver stimolato il desiderio di importazioni di prodotti islamici tra i crociati che ritornavano in Europa.
Numerose tecniche dell'arte islamica costituirono la base dell'arte nella cultura normanno-arabo-bizantina della Sicilia normanna, molte delle quali utilizzavano artisti e artigiani musulmani che lavoravano nello stile della propria tradizione. Le tecniche includevano intarsi in mosaici o metalli, sculture in avorio o porfido, sculture di pietre dure e fonderie di bronzo. In Iberia l'arte e l'architettura mozarabica della popolazione cristiana, che viveva sotto il dominio musulmano, rimasero nell'insieme molto cristiane, ma mostrarono influenze islamiche sotto altri aspetti. Questo è stato poi chiamato Repoblación art and architecture. Durante la fine dei secoli della Riconquista gli artigiani cristiani iniziarono a usare elementi artistici islamici nei loro laboratori e, di conseguenza si sviluppò lo stile mudéjar.

## Medioevo

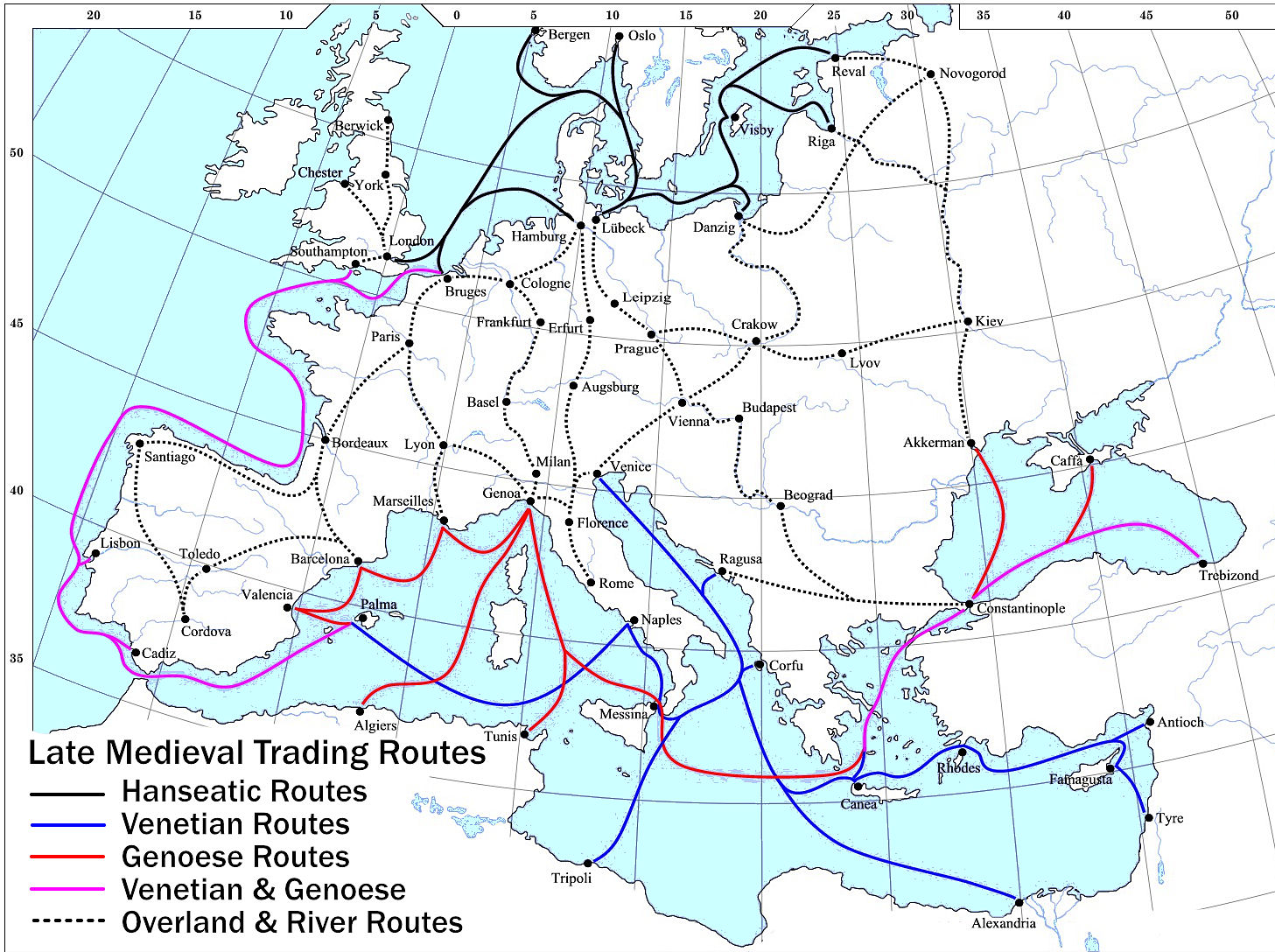
Mappa che mostra le principali rotte commerciali dell'Europa tardo medievale.

L'arte islamica fu ampiamente importata e ammirata dalle élite europee durante il Medioevo. Ci fu una prima fase formativa dal VII al X secolo e lo sviluppo degli stili regionali dal X in avanti. L'arte islamica primitiva utilizzava artisti e scultori di mosaico addestrati nelle tradizioni bizantine e copte. Invece di dipinti murali, l'arte islamica utilizzava piastrelle dipinte, già dall'862-863 (nella Grande Moschea di Kairouan nella moderna Tunisia), che si diffusero anche in Europa. Secondo John Ruskin, il Palazzo Ducale di Venezia contiene «tre elementi in proporzioni esattamente uguali: il romano, il lombardo e l'arabo. È l'edificio centrale del mondo.   … la storia dell'architettura gotica è la storia della raffinatezza e della spiritualizzazione dell'opera nordica sotto la sua influenza».

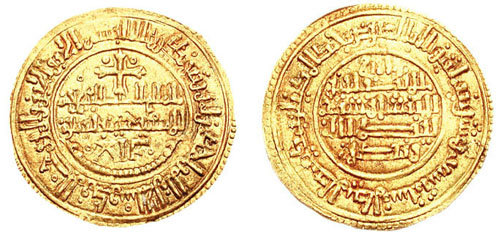
Maravedí d'oro coniato da Alfonso VIII di Castiglia a imitazione del dinaro almoravide, 1191. Il testo arabo fa professioni cristiane.

I governanti islamici controllavano diverse regioni del Sud Italia e della maggior parte della Spagna e del Portogallo moderne, così come i Balcani, che conservavano tutti grandi popolazioni cristiane. I crociati cristiani governavano egualmente le popolazioni islamiche. L'arte crociata è principalmente un ibrido di stili cattolici e bizantini, con poca influenza islamica, ma l'arte mozarabica dei cristiani di Al-Andalus sembra mostrare un'influenza notevole dall'arte islamica, sebbene i risultati siano poco simili alle opere islamiche contemporanee. L'influenza islamica può anche essere rintracciata nell'arte medievale occidentale, ad esempio nel portale romanico di Moissac, nel sud della Francia, dove mostra entrambi gli elementi decorativi, come i bordi smerlati sulla porta, le decorazioni circolari sopra l'architrave, e anche nell'avere Cristo in maestà circondato da musicisti, iconografia che doveva diventare una caratteristica comune delle scene celesti occidentali, e probabilmente deriva da immagini di re islamici sui loro diwan. La calligrafia, l'ornamento e le arti decorative erano generalmente più importanti che in Occidente.
Le ceramiche ispano-moresche della Spagna furono prodotte per la prima volta ad Al-Andaluz, ma i vasai musulmani allora sembravano emigrati nell'area della Valencia cristiana, dove produssero lavori che furono esportati nelle élite cristiane in tutta Europa. Altri tipi di beni di lusso islamici, in particolare tessuti di seta e tappeti, provenivano dal mondo islamico orientale, generalmente più ricco, e molti passavano per la Repubblica di Venezia. Tuttavia, per la maggior parte dei prodotti di lusso della cultura di corte come sete, avorio, pietre preziose e gioielli venivano importati in Europa solo in una forma grezza e fabbricati in loco etichettando il prodotto finito come "orientale" da parte degli artigiani medievali locali. Erano liberi da raffigurazioni di scene religiose e normalmente decorati con ornamenti, il che li rendeva facili da accettare in Occidente. Infatti nel tardo Medioevo c'era una moda dell'imitazione pseudo-cufica della scrittura araba usata in modo decorativo nell'arte occidentale.

### Arte decorativa

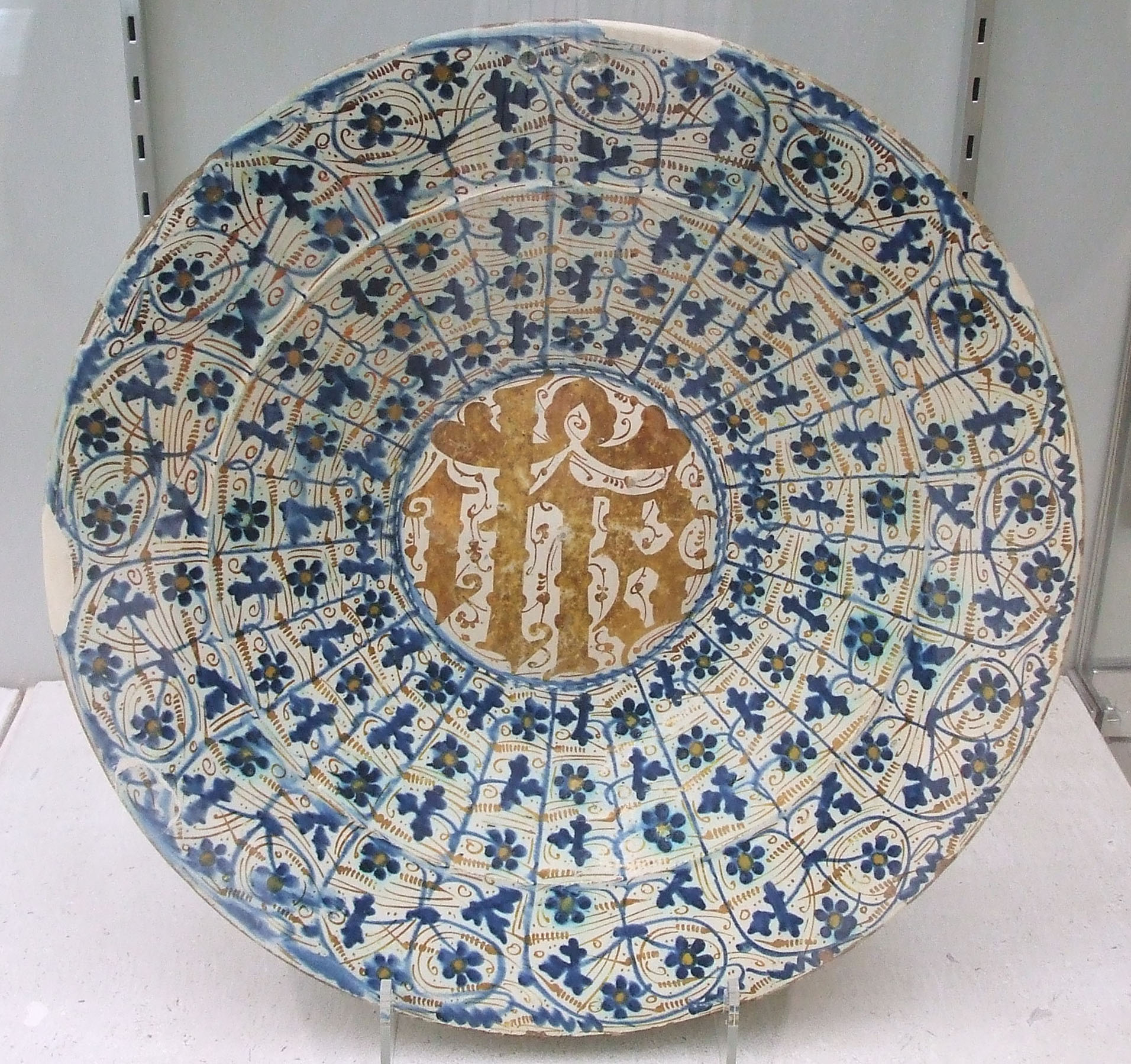
Piatto ispano-moresco, diametro circa 32 cm, con monogramma cristiano “IHS”, decorato in blu cobalto e d'oro, Valencia, 1430-1500 ca.

Una vasta gamma di oggetti portatili di varie arti decorative furono importati dal mondo islamico in Europa durante il Medioevo, principalmente attraverso l'Italia e soprattutto Venezia. In molte aree le merci prodotte in Europa non potevano eguagliare la qualità del lavoro islamico o bizantino fino alla fine del Medioevo. I tessuti di lusso erano ampiamente usati per l'abbigliamento e gli arazzi e anche, fortunatamente per la storia dell'arte, spesso anche come sudari per le sepolture di figure importanti, che è il modo in cui sono stati conservati la maggior parte degli esempi sopravvissuti. In questa zona la seta bizantina era influenzata da entrambi i tessuti sasanidi e la seta islamica da entrambi, quindi è difficile dire quali tessuti della cultura abbiano avuto la maggiore influenza sul panno di Saint Gereon, un grande arazzo che è la prima e la più importante imitazione europea di un lavoro orientale. I tessuti europei, in particolare quelli italiani, raggiunsero gradualmente la qualità delle importazioni orientali e adottarono molti elementi del loro disegno.
La ceramica bizantina non fu prodotta in tipi di alta qualità, poiché l'élite bizantina usava invece l'argento. L'Islam ha molti hadith contro il consumo di metalli preziosi, e così sviluppò molte varietà di ceramiche pregiate per l'élite, spesso influenzate dagli oggetti in porcellana cinese che avevano il più alto status tra le stesse élite islamiche. L'Islam produsse porcellana soltanto nel periodo moderno. Molta ceramica islamica fu importata in Europa, piatti ("catini") anche nell'islamica Al-Andalus nel XIII secolo, a Granada e Malaga, dove gran parte della produzione era già esportata nei paesi cristiani. Molti ceramisti emigrarono nell'area di Valencia, riconquistata da tempo dai cristiani, e la produzione locale superò quella di Al-Andaluz. Gli stili di decorazione divennero gradualmente più influenzati dall'Europa e nel XV secolo anche gli italiani producevano ceramiche, a volte usando forme islamiche come l'albarello. Forme di metallo come le brocche zoomorfe chiamate aquamanile e il mortaio di bronzo furono introdotte anche dal mondo islamico.

### Arte mudéjar in Spagna
L'arte mudéjar è uno stile influenzato dall'arte islamica che si è sviluppato dal XII al XVI secolo nei regni cristiani dell'Iberia. È la conseguenza della convivencia  tra le popolazioni musulmane, cristiane ed ebraiche nella Spagna medievale. L'elaborata decorazione tipica dello stile mudéjar alimentò lo sviluppo del successivo stile plateresco nell'architettura spagnola, combinando elementi tardogotici e del primo Rinascimento.

### Pseudo-cufico

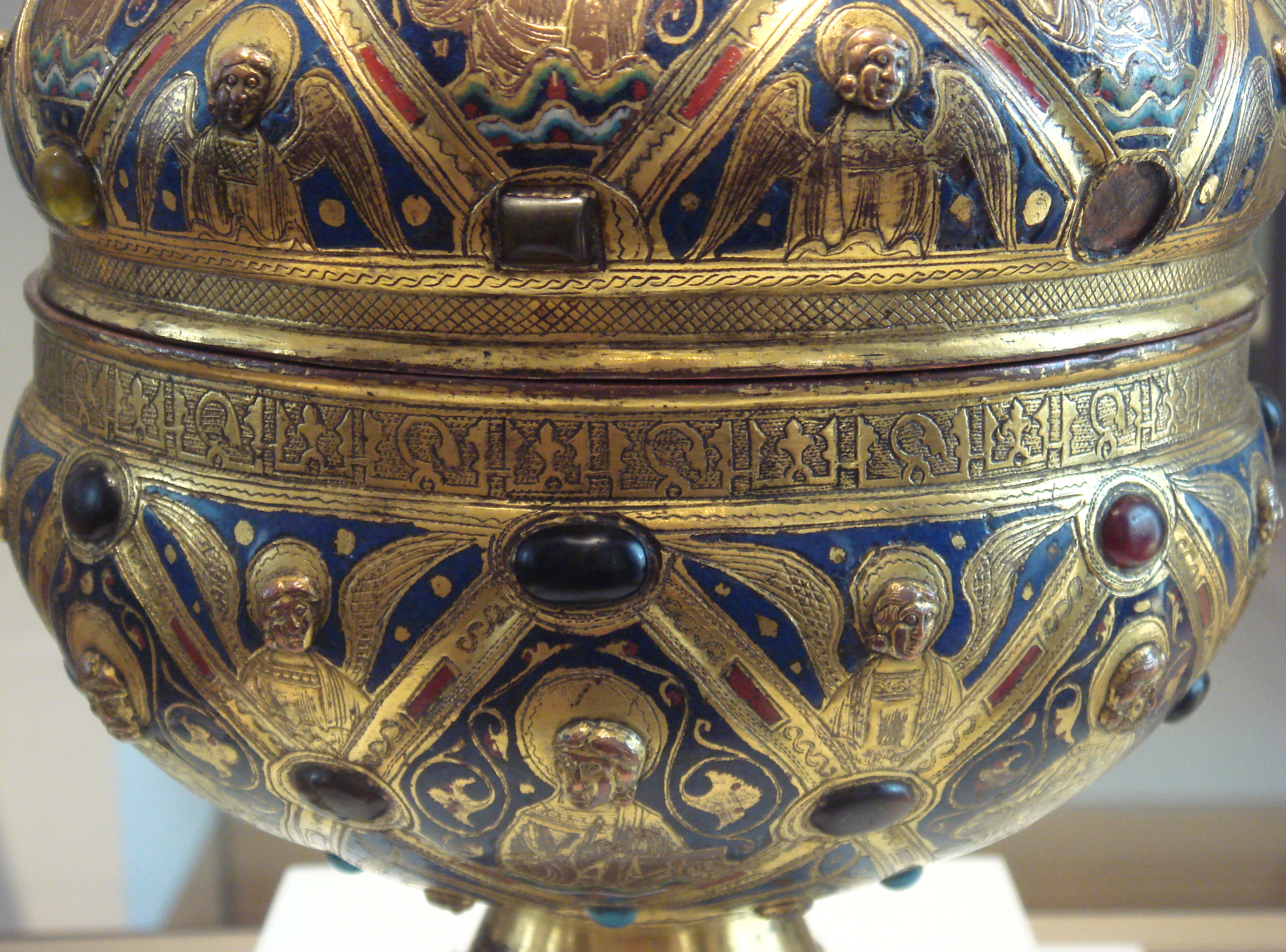
Il ciborio del maestro Alpais, circa 1200, con bordo inciso con caratteri arabi, a Limoges, in Francia, 1215-30. Museo del Louvre MRR 98.

La scrittura araba cufica fu spesso imitata in Occidente durante il Medioevo e il Rinascimento, per produrre ciò che è noto come pseudo-cufico: «Le imitazioni dell'arabo nell'arte europea sono spesso descritte come pseudo-cufico, prendendo in prestito il termine di una calligrafia araba che enfatizza tratti diritti e angolari, ed è più comunemente usata nella decorazione architettonica islamica». Numerosi casi di pseudo-cufico sono noti nell'arte religiosa europea tra il X e il XV secolo. Lo pseudo-cufico venne usato come scrittura o come elemento decorativo in tessuti, aureole religiose o cornici. Molti sono visibili nei dipinti di Giotto.
Sono noti esempi dell'incorporazione della scrittura cufica come nel ciborio del XIII secolo del maestro francese Alpais esposto nel Museo del Louvre. La scrittura cufica è presente anche sulla "Cattedra di San Pietro" nella Basilica di San Pietro di Castello a Venezia.

### Architettura

#### Cultura arabo-normanna in Sicilia
Edifici cristiani come la Cappella Palatina di Palermo, incorporano elementi islamici, probabilmente creati da artigiani musulmani locali che lavoravano secondo le proprie tradizioni. Il soffitto della Cappella, con i suoi archi a volta in legno e le figure dorate, ha stretti parallelismi con gli edifici islamici di Fès e Al-Fustat e riflette la tecnica Muqarnas (stalattite) per enfatizzare elementi tridimensionali.
L'arco a diaframma, di origine tardoantica, era ampiamente utilizzato nell'architettura islamica e potrebbe essersi diffuso dalla Spagna alla Francia.

#### Stile saraceno

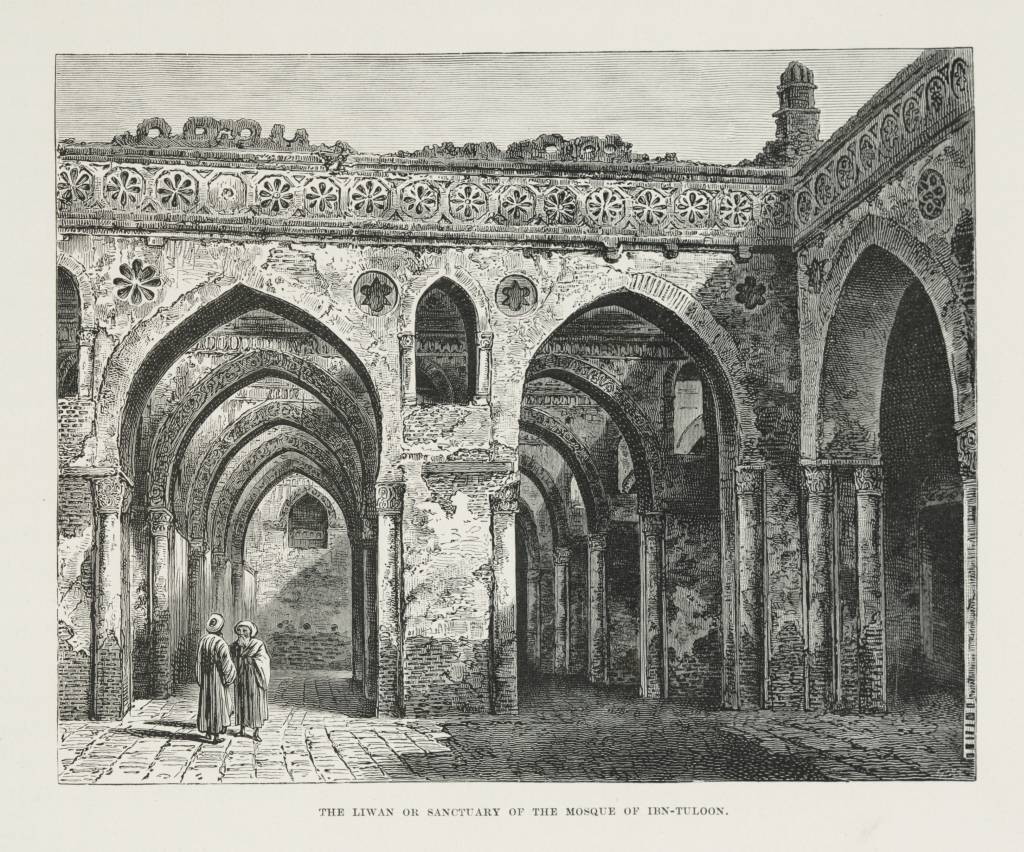
Il Liwan o Santuario della Moschea di Ibn-Tuloon (1878).

Agli studiosi del XVIII e XIX secolo, che generalmente preferivano l'arte classica, non piaceva quello che vedevano come il "disordine" dell'arte gotica e percepivano somiglianze tra architettura gotica e islamica. Spesso sottostimarono il caso che l'arte gotica ebbe origine completamente dall'arte islamica della Moschea, al punto da chiamarla "saracena". William John Hamilton ha commentato i monumenti dei Selgiuchidi a Konya: «Più vedevo di questo stile peculiare, più mi convincevo che il gotico ne derivasse, con una certa miscela di bizantina (…) l'origine di questo Gotho-saraceno può essere ricondotta alle buone maniere e alle abitudini dei Saraceni»

#### Arco appuntito

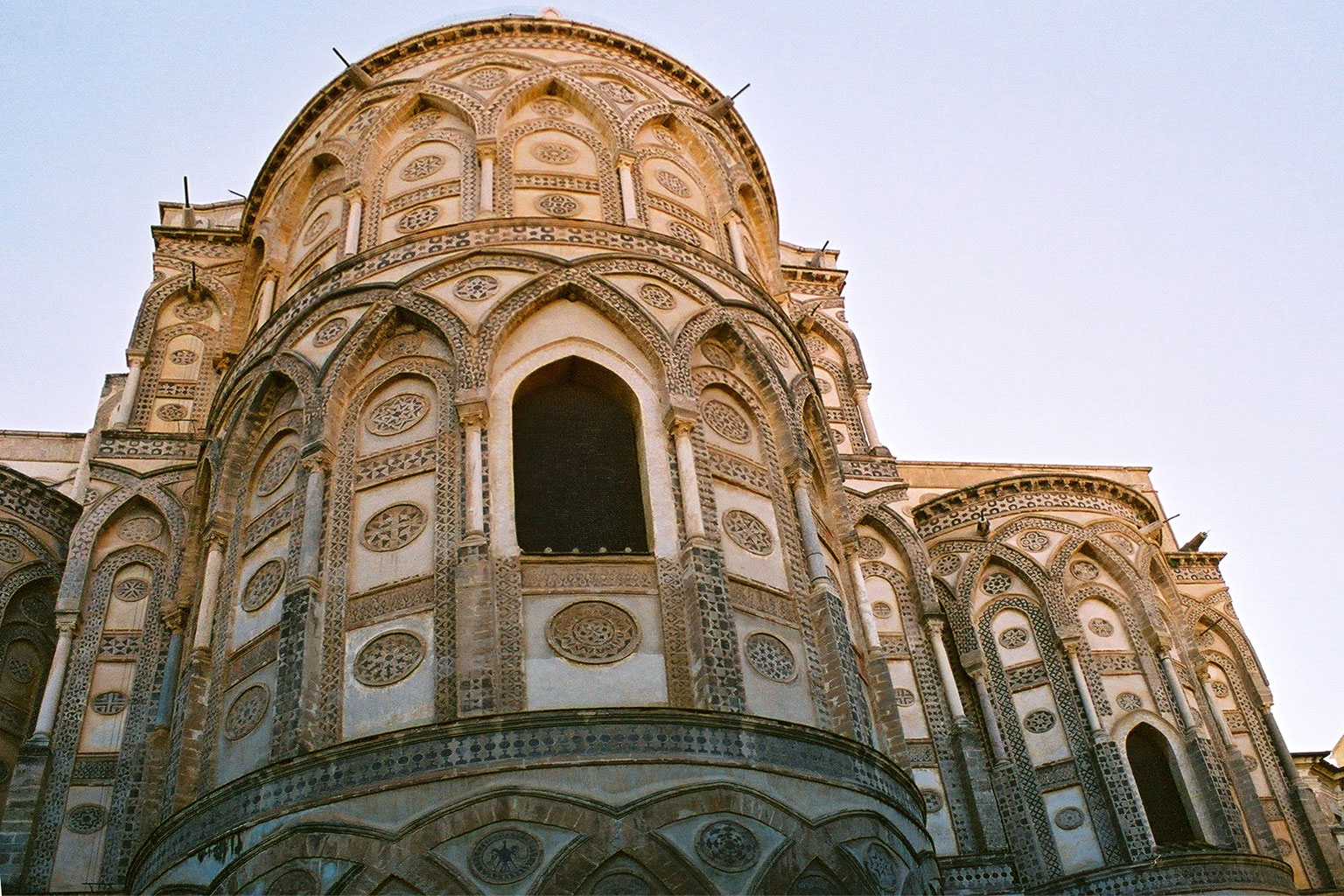
L'esterno romanico del Duomo di Monreale, mostra l'influenza dell'architettura islamica.

L'arco appuntito ebbe origine negli imperi bizantino e sasanide, dove appare principalmente nelle prime chiese in Siria. Il ponte bizantino di Karamagara ha archi ellittici curvi che si innalzano verso una chiave di volta appuntita. La priorità dei bizantini nel suo uso è evidenziata anche da esempi leggermente appuntiti a Sant'Apollinare in Classe a Ravenna, e nell'Hagia Irene a Costantinopoli. L'arco appuntito è stato successivamente adottato e ampiamente utilizzato dagli architetti musulmani, diventando l'arco caratteristico dell'architettura islamica. Secondo Bony, si è diffuso dalle terre islamiche, probabilmente attraverso la Sicilia, quindi sotto il dominio islamico, e da lì ad Amalfi in Italia, prima della fine dell'XI secolo (Duomo di Amalfi, Chiostro del Paradiso).. L'arco appuntito riduceva la spinta architettonica di circa il 20% e quindi presentava vantaggi pratici rispetto all'arco romanico semicircolare per la costruzione di grandi strutture. 
L'arco appuntito come caratteristica distintiva dell'architettura gotica sembra essere stato introdotto dall'Islam, in alcune aree, ma si è evoluto come soluzione strutturale nel tardo romanico, sia in Inghilterra nella Cattedrale di Durham che nell'architettura romanica e cistercense borgognona di Francia.

#### Chiese templari

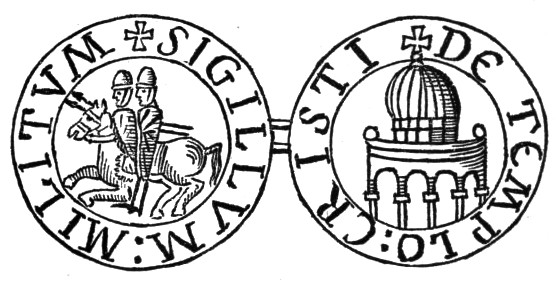
Sigillo dei Cavalieri Templari con un edificio a cupola, che proveniva da una cupola della moschea Al-Aqsa, dalla Cupola della Roccia o dall'edicola della Basilica del Santo Sepolcro.

Nel 1119, i Cavalieri templari ricevettero come quartier generale la Moschea Al-Aqsa a Gerusalemme, considerata dai crociati il Tempio di Salomone, da cui l'ordine prese il nome. Le tipiche Chiese circolari, costruite dai cavalieri in tutta l'Europa occidentale, come la Chiesa del Tempio di Londra, sono probabilmente ispirate alla forma di Al-Aqsa o alla Cupola della Roccia.

## Elementi islamici nell'arte rinascimentale

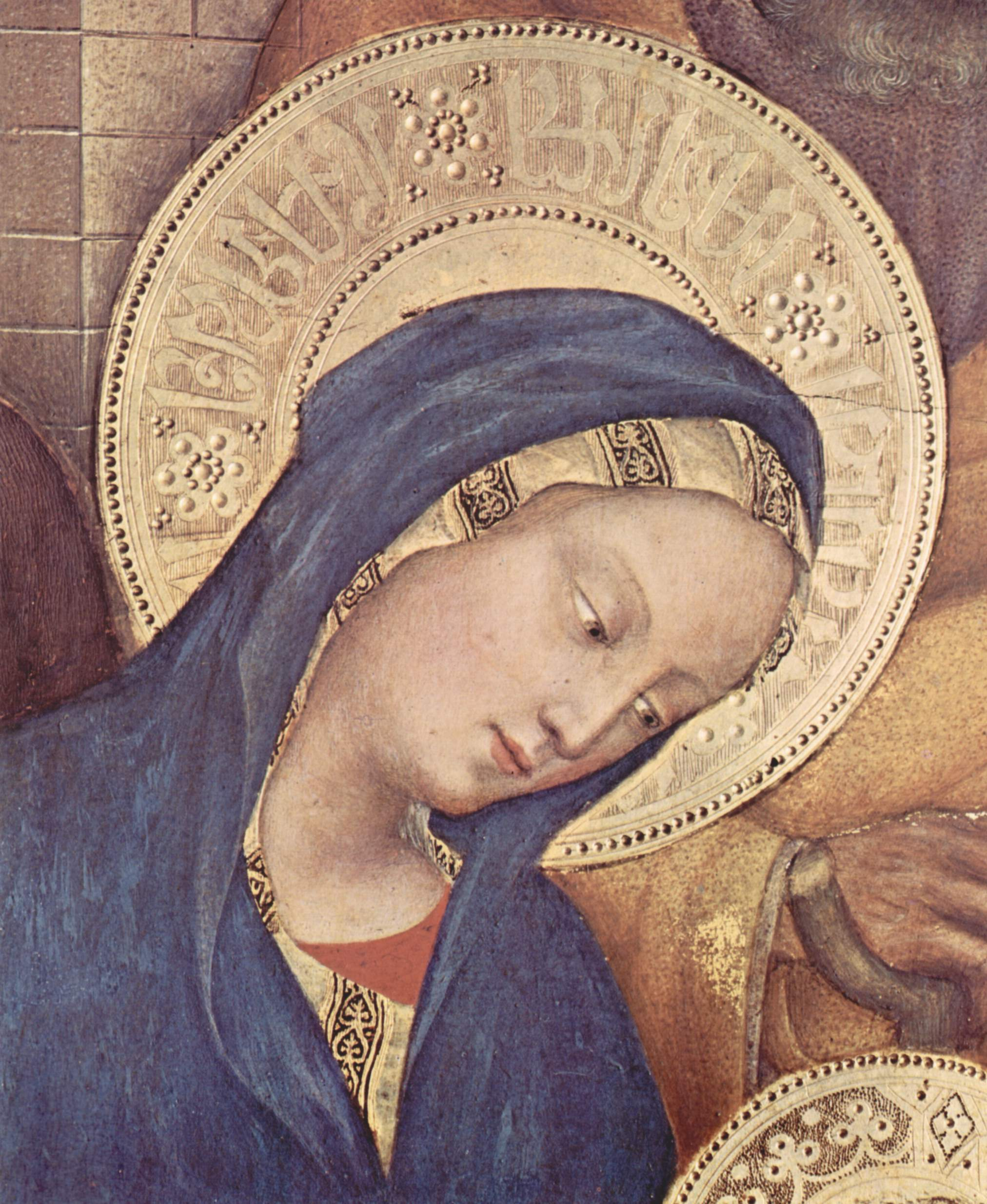
Scritto pseudo-cufico nell'aureola della Vergine Maria, particolare dellAdorazione dei Magi (1423) di Gentile da Fabriano. La scrittura è ulteriormente divisa da rosette come quelle dei piatti mamelucchi.

### Pseudo-cufico
Lo pseudo-cufico è un motivo decorativo che ricorda la scrittura cufica e si trova in molti dipinti del Rinascimento italiano. Il motivo esatto dell'incorporazione dello pseudo-cufico nelle opere del primo Rinascimento non è chiaro. Sembra che gli occidentali associassero erroneamente le scritture mediorientali del XIII e XIV secolo come identiche a quelle dei tempi di Gesù, e quindi trovarono naturale rappresentare i primi cristiani in associazione con esse: «Nell'arte rinascimentale, la scrittura pseudo-cufica venne utilizzata per decorare l'abbigliamento degli eroi dell'Antico Testamento come Davide». Mack formulò un'altra ipotesi: 
(Mack, 2001, p. 69)

### Tappeti orientali

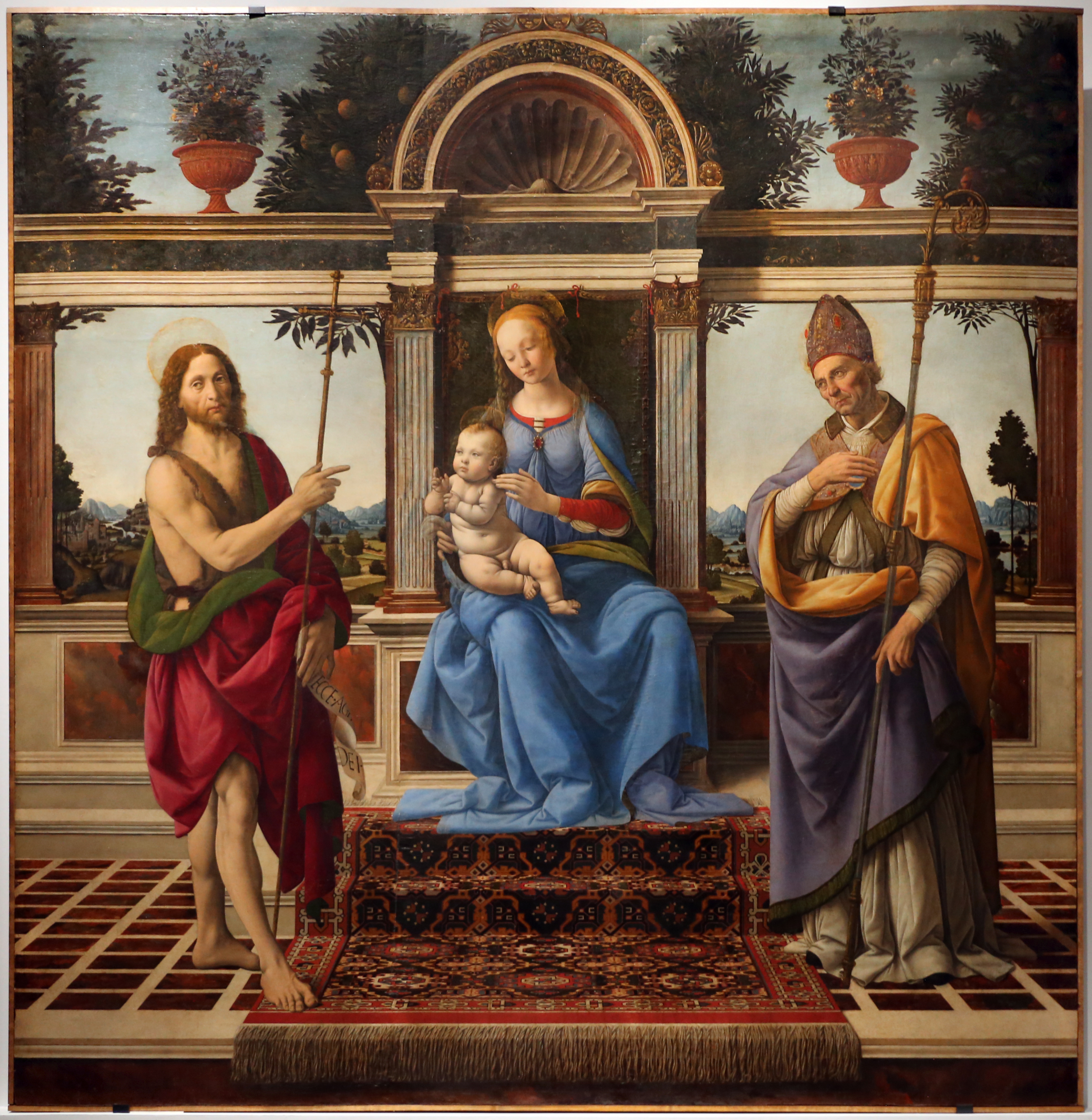
La Madonna del Verrocchio con i Santi Giovanni Battista e Donato 1475-1483 con tappeto islamico Holbein a piccoli disegni ai suoi piedi.

I tappeti di origine mediorientale, provenienti dall'Impero ottomano, dal Levante, dallo stato egiziano o mamelucco, e dall'Africa settentrionale, furono usati come importanti elementi decorativi nei dipinti a partire dal XIII secolo, e specialmente nella pittura religiosa, a partire dal periodo medievale e proseguendo nel periodo rinascimentale.
Tali tappeti erano spesso integrati nell'immaginario cristiano come simboli di lusso e status di origine mediorientale e insieme alla scrittura pseudo-cufica offrivano un interessante esempio dell'integrazione degli elementi orientali nella pittura europea.
I tappeti anatolici furono usati in Transilvania come decorazione nelle chiese evangeliche.

### Costumi islamici

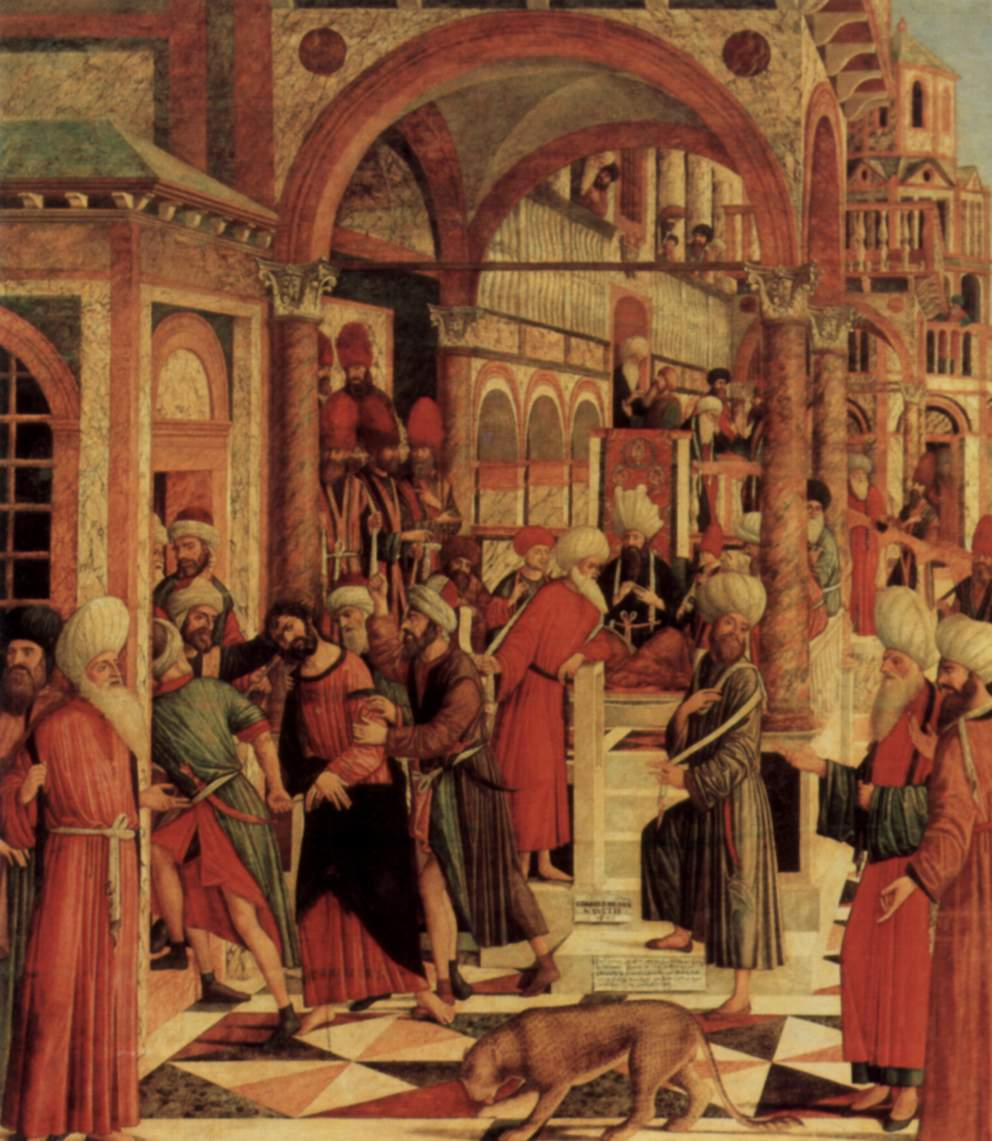
Mamelucchi del XV secolo raffigurati in L’arresto di San Marco nella sinagoga, Giovanni di Niccolò Mansueti, 1499.

I costumi islamici hanno spesso fornito lo sfondo contestuale per descrivere una scena evangelica. Ciò era particolarmente visibile in una serie di dipinti veneziani in cui personaggi siriani, palestinesi, egiziani e soprattutto mamelucchi erano inseriti, anacronisticamente, in dipinti che descrivevano episodi biblici. Ne è un esempio, del XV secolo, L'arresto di San Marco nella sinagoga di Giovanni di Niccolò Mansueti che descrive accuratamente i mamelucchi alessandrini contemporanei (XV secolo) che arrestano San Marco in una scena storica del I secolo. Un altro caso è la predicazione di San Marco, di Gentile Bellini, ad Alessandria.

### Ornamenti
Si sviluppò uno stile occidentale di ornato basato sull'arabesco islamico, a partire dalla fine del XV secolo a Venezia; è stato chiamato moresque o arabesque occidentale (un termine con una storia complicata). È stato utilizzato in una grande varietà di arti decorative ma fu particolarmente longevo nella progettazione e nella rilegatura dei libri, dove fino ai giorni nostri i progettisti di libri antichi hanno continuato a utilizzare piccoli motivi in questo stile. Si vede in utensili dorati su copertine, bordi per illustrazioni e ornamenti per stampa per decorare spazi vuoti sulla pagina. In questo campo la tecnica degli utensili in oro era arrivata anche nel XV secolo dal mondo islamico, e in effetti gran parte della pelle stessa era importata da lì.
Come altri stili ornamentali rinascimentali, è stato diffuso da stampe ornamentali che sono state acquistate come modelli da artigiani in una varietà di mestieri. Peter Furhring, uno dei principali specialisti nella storia dell'ornamento, afferma che:
L'ornamento noto come moresco nei secoli XV e XVI (ma ora più comunemente chiamato arabesque) è caratterizzato da pergamene biforcate composte da rami che formano motivi a fogliame intrecciato. Questi motivi di base hanno dato origine a numerose varianti, ad esempio in cui i rami, generalmente di carattere lineare, sono stati trasformati in cinghie o fasce… È caratteristico del moresco, che è essenzialmente un ornamento di superficie, il fatto che sia impossibile individuare l'inizio o la fine del motivo… Originario del Medio Oriente, fu introdotto nell'Europa continentale attraverso l'Italia e la Spagna… Esempi italiani di questo ornamento, che veniva spesso utilizzato per rilegature e ricami, sono noti fin dalla fine del XV secolo.
Rilegature di libri elaborati con disegni islamici sono visibili nei dipinti religiosi. In San Giovanni Battista e Zenone, di Andrea Mantegna, San Giovanni e Zenone custodiscono splendidi libri con copertine che espongono disegni in stile mamelucco, di un tipo usato anche nella rilegatura italiana contemporanea.